# Lactosan
Lactosan A/S er en international dansk producent af ostepulver med hovedkvarter i Ringe. Fabrikken Lactosan blev etableret i 1942 i Ringe og den producerede i begyndelsen æggeprodukter. I 1945 blev produktionen udvidet til at inkluderede produktion af laktose. Lactosan A/S blev stiftet i 1985 og producerer i dag ostepulver, der benyttes som smagsforstærker i en række fødevarer. Lactosan er et datterselskab til Thornico Food & Food Technology, som er ejet af Thornico-koncernen. Der er ca. 118 ansatte på fabrikken i Ringe.